# لیزر الکترون آزاد

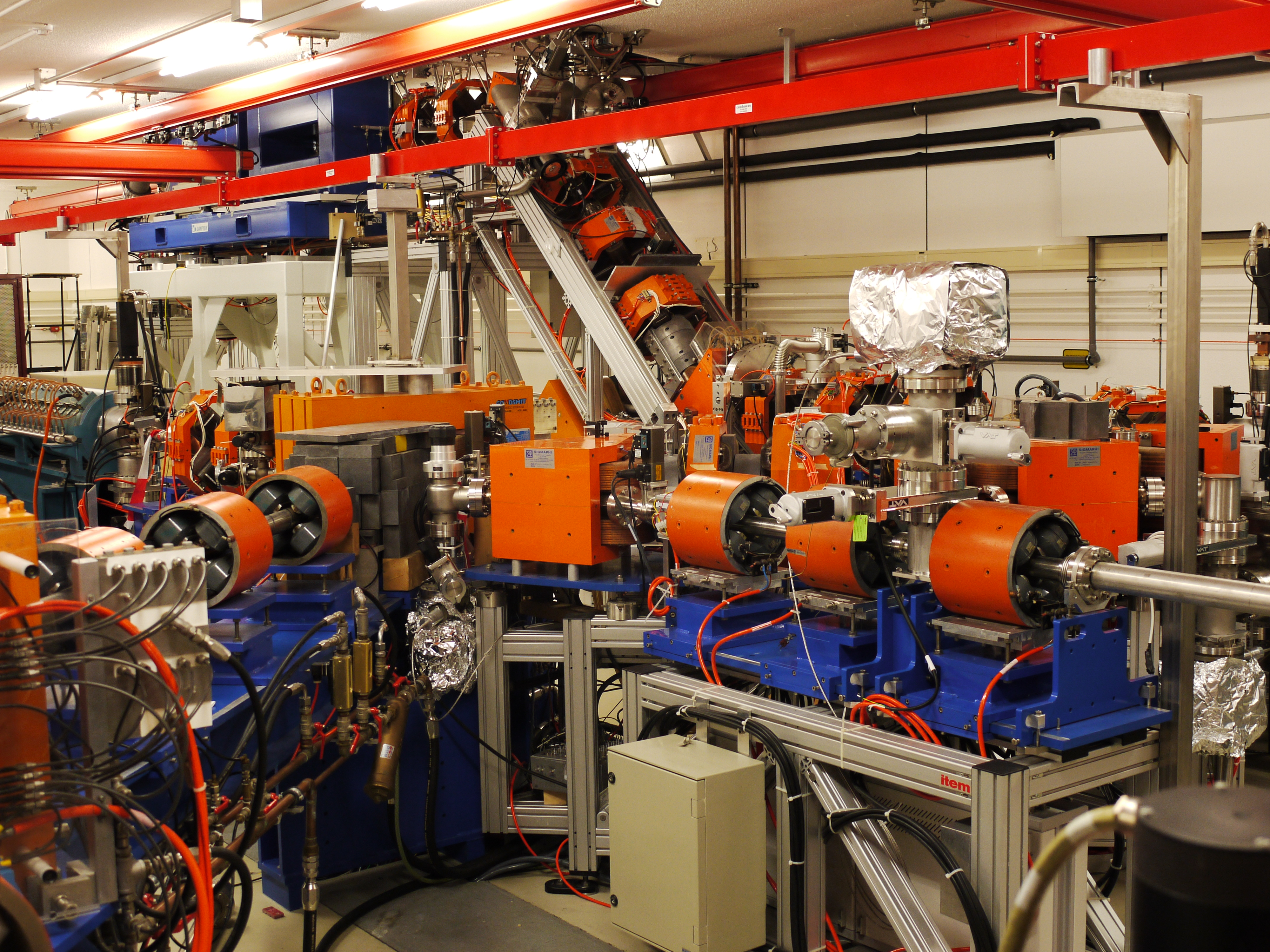
لیزر الکترون آزاد

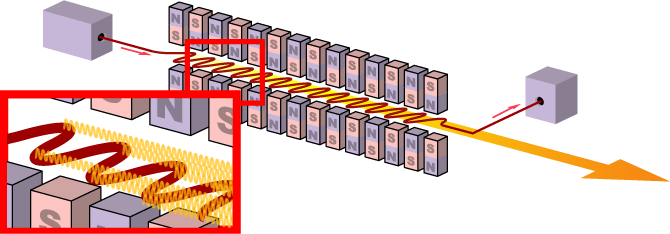
طرح کلی ساختار لیزر الکترون آزاد

لیزرها اکثراً براساس مفهوم وارون سازی جمعیت بین ترازهای انرژی حالت‌های مقید جدا از هم مواد بوده‌اند یعنی الکترون‌ها یا به اتم و مولکول متصل بوده‌اند ویا الکترون‌ها در طول چندین اتم در حرکت بوده‌اند.( مثل لیزر dye) ویا الکترون قادر است که در تمام بلور آزادانه حرکت کند( مثل لیزرهای نیم رسانا).
حالا یکی از جالب‌ترین و جدیدترین لیزرها را توضیح می‌دهیم که الکترون‌ها نسبت به این موارد مذکور ازادی حرکت شان باز هم بیشتر است. اساس لیزر الکترون ازاد نوسان الکترون در یک خلاء که از هر محیط بهره مادی تهی است. اساس لیزر باریکه الکترونی با سرعت نزدیک به سرعت نور از میدان مغناطیسی متناوبی که به ان جنباننده می گویند عبور می‌کند.
سرعت نسبیتی الکترون‌ها , برای انتقال از بسامد پایینی که دستگاه مختصات سوار بر الکترون مشاهده می‌شود، باعث نوسان بسامدی می‌شود.
بسامد تابش توسط انرژی جنبشی الکترون‌ها و همچنین دوره ساختار میدان مغناطیسی تناوبی تعیین می‌شود. اینه‌های لیزری در دو انتهای مخالف ساختار مغناطیسی و عمود بر جهت الکترون‌ها به منظور ارسال یک بخش از انرژی تشعشع شده به عقب این ساختار مغناطیسی قرار داده می‌شود، بنابراین یک الگوی تشعشعی از موج ایستاده بین اینه‌ها ایجاد می‌گردد.
فرایند القایی ، از بر همنکنش لیزر الکترون‌های نسبیتی (که از ساختار مغناطیسی عبور می‌کنند) بدست می اید. .
توصیف دقیق لیزر الکترون آزاد نیازمند بکارگیری نظریه نسبیت است،ولی بعضی مفاهیم اصلی را بدون آن نیز می‌توان درک کرد. می دانیم که الکترون شتابدار تابش می‌کند و نیز با تابش ناشی از یک انتن که در آن بارها در طول مسیری ثابت به جلو و عقب نوسان می‌کنند آشنا هستیم.
در لیزر الکترون آزاد هم مانند هر لیزر دیگر، بهرهٔ لیزر به خاطر حضور گسیل القایی است و جملهٔ کلاسیک موج الکترومغناطیسی مربوط به آن با E.i یعنی با آهنگ تبادل انرژی میان میدان موج الکترومغناطیسی روان ( با میدان الکتریکی E ) و جریان ناشی از حرکت الکترون ها( با جریان i ) تعیین می‌شود.
این جمله برای یک تقویت کننده باید منفی شود و علامت منفی نشان دهندهٔ آن است که الکترون به میدان انرژی می‌دهد. حالا بعضی نیازهای اساسی را در یک لیزر الکترون آزاد معرفی می‌کنیم:
1)باریکهٔ الکترونی ( با سر عت نسبیتی ) را باید تا آنجا که ممکن است با جریان زیاد تولید کرد چون E.i باید کاملاً بالا باشد.
2)الکترون‌ها باید در حین عبور از محور z به‌طور تناوبی شتاب داده شوند که از جنباننده استفاده می‌شود.
اگر جریان به اندازه کافی بالا و نیز قدرت جنباننده نیز بالا باشد با فراهم ساختن پس خور می‌توان خروجی همدوس را بدست آورد.

## ویژگی‌های مهم
1)قابلیت تنظیم وسیع طول موج
2)کیفیت عالی باریکه لیزر
3)بازدهی بالا و لذا قدرت بالا ( مثلاً توان متوسط باریکه الکترونی شتاب دهنده خطی دانشگاه استانفورد حدود 200KW است).
بنابراین لیزرهای الکترون آزاد ذاتاً ماشین‌های بزرگ و گرانی هستند و کاربردهای آن‌ها اکثراً در استفاده از بسامدهایی است که نمی توان آن را به وسیلهٔ لیزرهای معمولی ایجاد کرد( مثلاً در ناحیهٔ IR دور λ=100-400 µm یا در فرابنفش خلاء λ<100 nm ). قدرت بالایی که لیزر الکترون آزاد دارد بیشتر در زمینه‌های نظامی مورد توجه قرار گرفته‌است.
کیفیت خروجی لیزر توسط کیفت باریکه الکترونی تعیین می‌شود. واگرایی زاویه‌ای باریکه الکترونی منجر به کاهش بهره می‌شود، غیر یکنواختی در مغناطیس‌ها پهن شدگی نشری را تولید می‌کند.باریکه الکترونی پالسی منجر به خروج لیزر پالسی و باریکه الکترونی پیوسته منجر به خروجی لیزر پیوسته می-شود.

## کاربردها
پزشکی و برهمکنش‌های فوتوشیمیایی، جداسازی همسانگر، فرایندهای مواد، تحقیقات فیزیک و کاربردهای پرتوان نظامی چون بازدهی پتانسیل خیلی بالایی دارند.